# Тождество параллелограмма

Параллелограмм

Тождество параллелограмма — одно из равенств в векторной алгебре и векторном анализе.

## В евклидовой геометрии
Сумма квадратов длин сторон параллелограмма равна сумме квадратов длин его диагоналей.
{\displaystyle \ (AB)^{2}+(BC)^{2}+(CD)^{2}+(DA)^{2}=(AC)^{2}+(BD)^{2}.}

## В пространствах со скалярным произведением

Иллюстрация к тождеству параллелограмма

В векторных пространствах со скалярным произведением это тождество выглядит так:
{\displaystyle 2\|x\|^{2}+2\|y\|^{2}=\|x+y\|^{2}+\|x-y\|^{2},}
где
{\displaystyle \|x\|^{2}=\langle x,x\rangle .}

## В нормированных пространствах (поляризационное тождество)
В нормированном пространстве (V, {\displaystyle \|\cdot \|}), для которого справедливо тождество параллелограмма, можно ввести скалярное произведение {\displaystyle \langle x,\ y\rangle }, порождающее эту норму, то есть такое что {\displaystyle \|x\|^{2}=\langle x,\ x\rangle } всех векторов {\displaystyle x} пространства {\displaystyle V}.
Эта теорема приписывается Фреше, фон Нейману и Йордану.
Это можно сделать следующем способом:
- для действительного пространства
{\displaystyle \langle x,y\rangle ={\|x+y\|^{2}-\|x-y\|^{2} \over 4},} или {\displaystyle {\|x+y\|^{2}-\|x\|^{2}-\|y\|^{2} \over 2},} или {\displaystyle {\|x\|^{2}+\|y\|^{2}-\|x-y\|^{2} \over 2}.}
- для комплексного пространства
{\displaystyle \langle x,y\rangle ={\|x+y\|^{2}-\|x-y\|^{2} \over 4}+i{\|ix-y\|^{2}-\|ix+y\|^{2} \over 4}.}

Вышеуказанные формулы, выражающие скалярное произведение двух векторов в терминах нормы, называются поляризационным тождеством.
Очевидно, что норма, выраженная через любое скалярное произведение следующим образом {\displaystyle \ \|x\|^{2}=\langle x,x\rangle }, будет удовлетворять этому тождеству.
Поляризационное тождество часто используется для превращения банаховых пространств в гильбертовы.

### Обобщение
Если B — симметричная билинейная форма в векторном пространстве, а квадратичная форма Q выражена как
{\displaystyle \ Q(v)=B(v,v)},
тогда
{\displaystyle {\begin{array}{l}4B(u,v)=Q(u+v)-Q(u-v),\\2B(u,v)=Q(u+v)-Q(u)-Q(v),\\2B(u,v)=Q(u)+Q(v)-Q(u-v).\end{array}}}